# Attore (figlio di Mirmidone)
Nella mitologia greca, Attore fu un re di Ftia.
Figlio di Mirmidone e Pisidice e fratello di Antifo, succedette al padre come re dei mirmidoni di Ftia. Secondo Diodoro Siculo, Attore, essendo senza figli, ricevette e purificò Peleo per l'omicidio del fratellastro Foco, e lo nominò suo successore. Secondo altre versioni, Attore ebbe un figlio Iro, che fu a sua volta il padre di Eurizione, e fu quest'ultimo a purificare Peleo. In un'altra versione ancora, non viene menzionato Iro, e Attore è il padre di Eurizione.